# Rue Gabrielle
La rue Gabrielle est une voie du 18e arrondissement de Paris, en France.

## Situation et accès
La rue Gabrielle est une voie publique située dans le 18e arrondissement de Paris. Elle débute au 7, rue Foyatier et se termine au 2, place Jean-Baptiste-Clément.
Le quartier est desservi par la ligne 12 à la station Abbesses.

## Origine du nom
Cette rue porte le nom de « Gabrielle » qui était le prénom de la femme d'un des propriétaires,.

## Historique

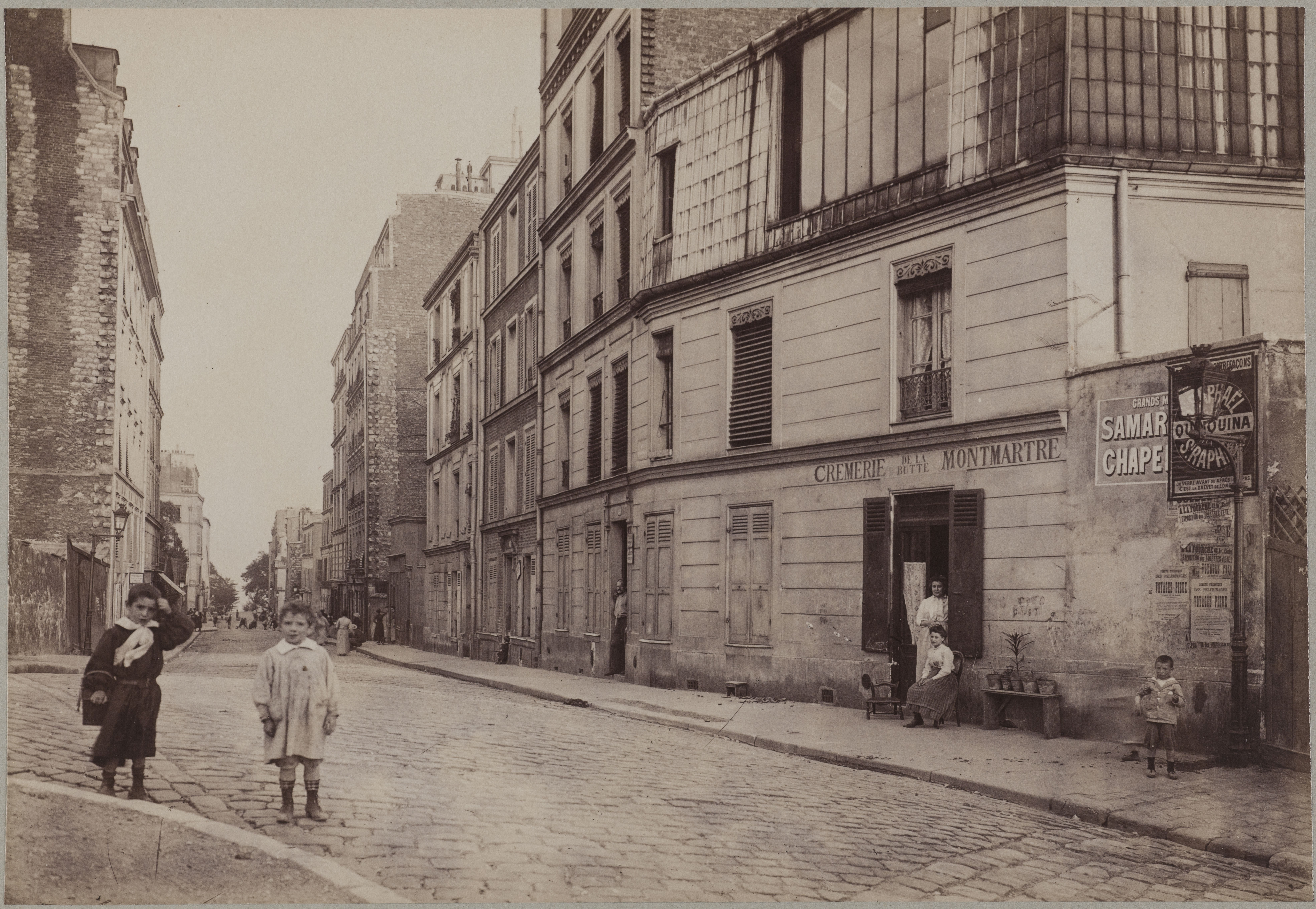
Rue Gabrielle, au niveau du 49, vers 1900. Photographie de Godefroy Ménanteau conservée au Musée Carnavalet

Cette voie de l'ancienne commune de Montmartre située dans une partie du domaine de l'ancienne abbaye de Montmartre vendu comme bien national en 1794 et exploitée comme carrières au début du XIXe siècle est  ouverte en 1840 entre les rues Drevet et du Télégraphe (actuelle rue Chappe) sous le nom de « rue Neuve-Saint-Paul » avant de prendre le nom de « rue Bénédict » en 1843.
En 1863, elle est prolongée puis est classée dans la voirie parisienne, entre les rues du Télégraphe et Ravignan, par un décret du 23 mai 1863 en prenant la dénomination de « rue Gabrielle » sur l'ensemble de la rue.
Elle est prolongée entre la rue Foyatier et la rue Chappe par un décret du 11 août 1867.

## Bâtiments remarquables et lieux de mémoire
- No 17 : domicile du poète Max Jacob[4].
- No 19 : c'est dans cette rue qu'en 1883, l'artiste peintre Charles Beauverie (1839-1923) et son épouse, achètent une maison où il aura aussi son atelier parisien[5].
- No 49 : en 1909, le peintre Jules Pascin s'installe à cette adresse pour peu de temps[6].

### Au cinéma
La rue Gabrielle sert de décor dans le film Les Ripoux de Claude Zidi (1984).

### A la télévision
La rue Gabrielle et un de ses restaurants servent de décor dans le feuilleton télévisé français Le Jeune Fabre de Cécile Aubry (1973).